# Podekrze
Podekrze – część wsi Gołąb w Polsce położona w województwie lubelskim, w powiecie lubartowskim, w gminie Michów. Nie ma sołtysa, należy do sołectwa Gołąb.
W latach 1975–1998 miejscowość administracyjnie należała do województwa lubelskiego.